# Ann-Louise Peters
Ann-Louise Peters (født 3. februar 1975) er en dansk dartspiller, der tilhører verdenseliten inden for sin sport. Hendes hidtil bedste resultat er en semifinaleplads ved BDO's verdensmesterskabsturnering 2014. Hun er fem gange dansk mester og har været udtaget til det danske landshold 23 gange, hvilket er rekord blandt kvinderne.